# Eupogoniopsis caudatula
Eupogoniopsis caudatula är en skalbaggsart som beskrevs av Holzschuh 1999. Eupogoniopsis caudatula ingår i släktet Eupogoniopsis och familjen långhorningar. Inga underarter finns listade i Catalogue of Life.